# Championnat de Zurich 2005
La 90e édition de la course cycliste, le Championnat de Zurich a eu lieu le 2 octobre 2005 et a été remportée par l'Italien  Paolo Bettini. Il s'est imposé en solitaire. Il s'agit de la 25e épreuve de l'UCI ProTour 2005.

## Classement final
| #  | Coureur             | Pays       | Équipe                | Temps              |
| -- | ------------------- | ---------- | --------------------- | ------------------ |
| 1  | Paolo Bettini       | Italie     | Quick Step-Innergetic | en 6 h 06 min 22 s |
| 2  | Fränk Schleck       | Luxembourg | Team CSC              | + 2 min 57 s       |
| 3  | Lorenzo Bernucci    | Italie     | Fassa Bortolo         | + 2 min 57 s       |
| 4  | Danilo Di Luca      | Italie     | Liquigas-Bianchi      | + 3 min 10 s       |
| 5  | Samuel Sánchez      | Espagne    | Euskaltel-Euskadi     | + 3 min 10 s       |
| 6  | Steffen Wesemann    | Suisse     | T-Mobile              | + 3 min 35 s       |
| 7  | Heinrich Haussler   | Allemagne  | Team Gerolsteiner     | + 3 min 39 s       |
| 8  | Thomas Lövkvist     | Suède      | La Française des jeux | + 3 min 41 s       |
| 9  | Mirko Celestino     | Italie     | Domina Vacanze        | + 3 min 57 s       |
| 10 | Vladimir Miholjević | Croatie    | Liquigas-Bianchi      | + 3 min 57 s       |